# Emperor (EP)
Emperor este primul EP al formației Emperor. Este ultimul album cu Mortiis la chitară bas și primul cu Faust la baterie.
Versiunea originală a acestui EP a fost limitată la 500 de copii. Piesele 2 și 3 au fost reînregistrate de pe demo-ul Wrath of the Tyrant, iar piesele 1 și 4 vor fi reînregistrate pentru albumul de debut In the Nightside Eclipse. În 1993 a fost relansat de casa de discuri Candlelight Records împreună cu EP-ul Hordanes Land al celor de la Enslaved pe compilația Emperor / Hordanes Land. În 1998 a fost remasterizat și relansat de aceeași casă de discuri împreună cu demo-ul Wrath of the Tyrant pe compilația Emperor / Wrath of the Tyrant. 
Coperta este gravura Death on the Pale Horse (1865) realizată de artistul francez Gustave Doré.

## Lista pieselor
1. "I Am The Black Wizards" - 06:24
2. "Wrath Of The Tyrant" - 04:15
3. "Night Of The Graveless Souls" - 03:14
4. "Cosmic Keys To My Creations And Times" - 06:22

## Personal
- Ihsahn - vocal, chitară, sintetizator
- Samoth - chitară
- Faust - baterie
- Mortiis - chitară bas